# Ectaetia subclavipes
Ectaetia subclavipes är en tvåvingeart som beskrevs av Nina Krivosheina 2002. Ectaetia subclavipes ingår i släktet Ectaetia och familjen dyngmyggor. Inga underarter finns listade i Catalogue of Life.